# 1952 Hesburgh
Hesburgh (asteroide 1952) é um asteroide da cintura principal com um diâmetro de 35,55 quilómetros, a 2,6923972 UA. Possui uma excentricidade de 0,1370884 e um período orbital de 2 013,04 dias (5,52 anos).
Hesburgh tem uma velocidade orbital média de 16,86189266 km/s e uma inclinação de 14,22075º.